# جد رس
جد رس (به انگلیسی: Jed Rees) (زاده ۸ مارس ۱۹۷۰) بازیگر کانادایی است.
از فیلم‌هایی که وی در آن نقش داشته است می‌توان به محض رضای مسیح، ساخت آمریکا، دادلی دو-رایت و رینگر اشاره کرد.